# Lago Tiguelmamine
Tiglmamine o Tiguelmamine, diminutivo de la palabra bereber "Aguelmame" que significa lago, es un lago situado a unos 40 kilómetros de Jenifra, en el corazón del Atlas Medio, en Marruecos, a 1630 metros sobre el nivel del mar. El sitio está clasificado como monumento patrimonial nacional.
El lago Tiglmamine es conocido también como “los cristales del Atlas Medio”. Se le dio este nombre porque contiene dos lagos adyacentes conectados en forma de vasos.